# Peter Schilpp
Peter Schilpp (* 31. Juli 1893 in Neckarau; † 11. Oktober 1952 in Mannheim) war ein deutscher Politiker.
Schilpp absolvierte nach der Volksschule eine Lehre zum Werkzeugmacher. Von 1914 bis 1918 war er Soldat im Ersten Weltkrieg. Anschließend war er bis 1952 Maschinenführer bei den Süddeutschen Kabelwerken in Mannheim. Die letzten sechs Jahre war er dort auch Betriebsratsvorsitzender.
Politisch engagierte Schilpp sich 1918 bei der DNVP (Christlich Soziale Volkspartei in Baden) und ein Jahr später bei der Evangelisch Sozialen Partei, dem späteren Evangelischen Volksdienst. 1931/32 war er Mitglied der Mannheimer Stadtverordnetenversammlung. Nach dem Zweiten Weltkrieg schloss er sich 1946 der CDU an und wurde in den Mannheimer Gemeinderat gewählt. Im gleichen Jahr war er Mitglied der Vorläufigen Volksvertretung für Württemberg-Baden und der Verfassunggebenden Landesversammlung Württemberg-Baden und gehörte schließlich bis 1950 als Abgeordneter dem ersten Landtag von Württemberg-Baden an.